# 1853
1853 (số La Mã: MDCCCLIII) là một năm thường bắt đầu vào thứ Bảy trong lịch Gregory.

## Sự kiện

### Tháng 3
- 19 tháng 3 – Thái Bình Thiên Quốc đánh chiếm Nam Kinh.
- 29 tháng 3 – Thái Bình Thiên Quốc định đô Thiên Kinh.

## Sinh
- 16 tháng 2 – James Douglas Ogilby, nhà ngư học người Úc (m. 1925).
- 18 tháng 7 – Hendrik Lorentz, nhà vật lý người Hà Lan (m. 1928)

## Mất
- 21 tháng 7 – Nguyễn Phúc Hồng Bàng, hoàng tử con vua Thiệu Trị (s. 1838).
- 18 tháng 10 – Nguyễn Phúc Miên Ngung, tước phong An Quốc công, hoàng tử con vua Minh Mạng (s. 1830).